# Pupnat
Pupnat (in italiano Pupnatta o Pupnata) è una frazione della città croata di Curzola.

## Geografia fisica
Il paese si trova in una piccola valle sotto le pendici meridionali del monte Grande (473 m), che lo ripara dai venti settentrionali.

## Monumenti e luoghi d'interesse
La chiesa parrocchiale è intitolata alla Madonna della Neve (Marija Snežna) e risale ai primi anni del Seicento, rimaneggiata in seguito più volte. La pianta è a tre navate. Sulla facciata vi è un rosone e il sottostante portale d'ingresso è affiancato da due finestre ovali barocche. L'edificio è costruito con pietra calcarea, così come il campanile a torre posto sul retro e caratterizzato da bifore. Nei pressi della chiesa parrocchiale sorge la chiesetta di San Rocco, con un campanile a vela e abside rettangolare.